# Scotargus tenerifensis
Scotargus tenerifensis là một loài nhện trong họ Linyphiidae.
Loài này thuộc chi Scotargus. Scotargus tenerifensis được Jörg Wunderlich miêu tả năm 1992.